# Patrick C. Power
Partick C. Power (1861-1951) fue un destacado historiador de la Iglesia católica en Irlanda. Nació en Callaghane, Condado de Waterford y estudió en la Catholic University School y el St John’s College, Waterford.
Power fue ordenado sacerdote y trabajó en Liverpool y Australia para incorporarse más tarde a la catedral de Waterford.También fue un inspector de escuelas diocesanas y profesor de arqueología en la St Patrick's College, Maynooth entre 1910 y 1931. Fue profesor de arqueología del University College Cork (UCC) entre 1931 y 1934, y miembro de la Real Academia de Irlanda.

## Obras
- Places and Names of Decies (1907)
- Parochial History of Waterford and Lismore (1912; 1937)
- Lives of Declan and Mochuda (ITS 1915)
- Place Names and Antiquities of S. E. Cork (1917)
- Ardmore-Decglaim (1919)
- Prehistoric Ireland (1922)
- Early Christian Ireland (1925)
- The Ancient Topography of Fermoy (1931)
- A Bishop of the Penal Times (1932)
- A Short History of Co. Waterford (1933)
- The Cathedral and Priory of the Holy Trinity, Waterford (1942)
- También fue el editor del Journal of Waterford and S. E. Ireland Archaeological Society.